# BDe 4/4 II
Les BDe 4/4 II sont des rames automotrices électriques.

## Historique

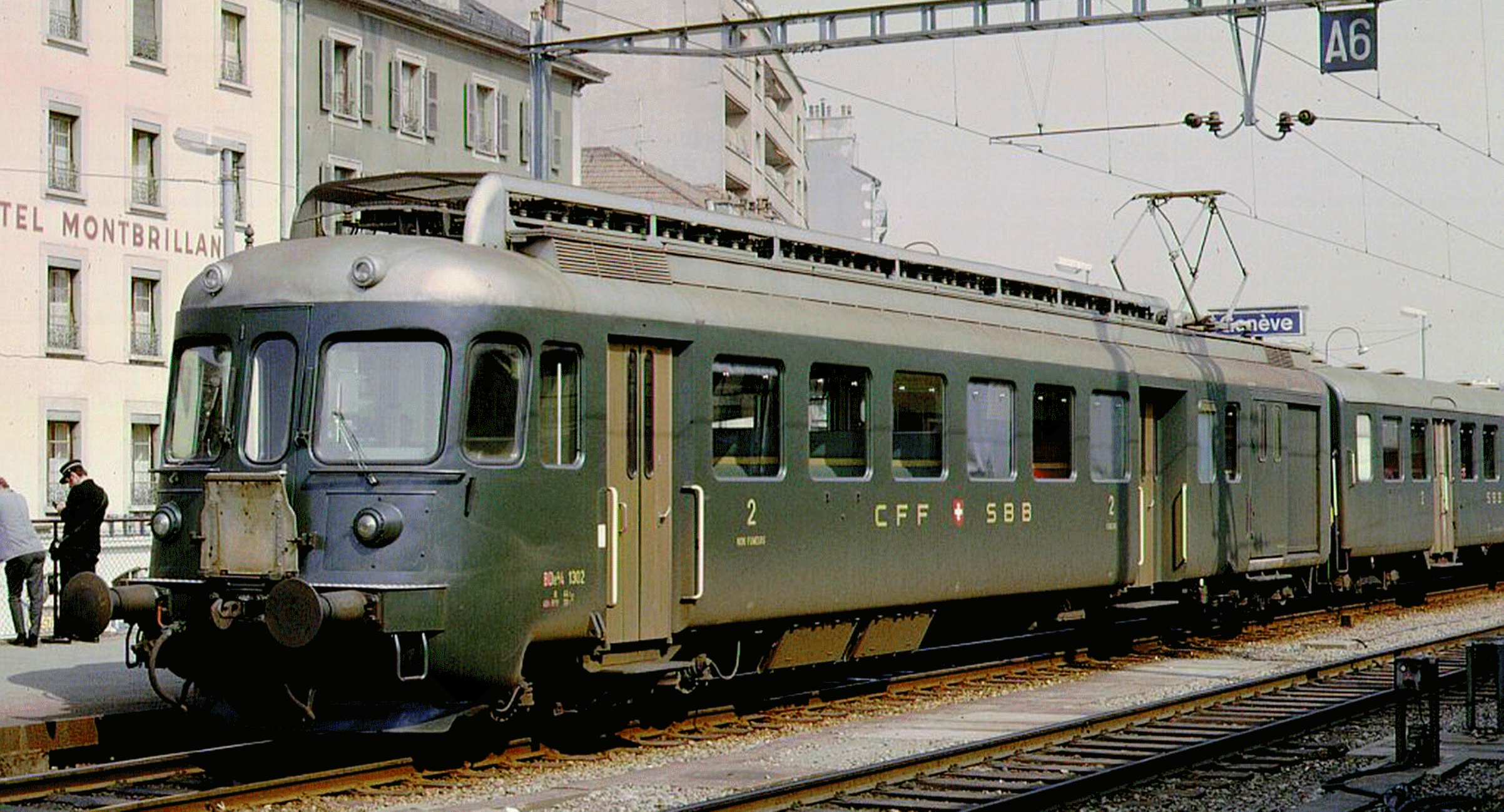
BDe 4/4 II

Les BDe 4/4 II ont été construites en deux exemplaires spécialement pour la ligne CFF La Plaine - Genève. A L'époque des BDe 4/4 II, la ligne était électrifiée non pas en 15kV 16,7Hz (la norme suisse), mais à une tension SNCF de 1.5kV DC, et la signalisation était également selon la norme SNCF.
Les deux rames automotrices, construite par Schlieren et Sécheron, ont été livrées en 1956 et 1957 comme classe BFe 4/4 II numéros 881 et 882. En 1961 elles ont été renumérotées 1301 et 1302 et en 1963 reclassifiées en BDe 4/4 II. La composition était de deux voitures avec pupitre de conduite et une voiture en acier légère.
Les BDe 4/4 II, en raison de leur caractère de prototype en courant continu, étaient sous motorisées et donc tombaient souvent en panne et sous réparation. Pour maintenir le service, les CFF avaient recours à des solutions originales telles que la traction thermique. Les CFF disposent de peu de locomotives Diesel : le premier choix était la Am 4/4, (autrefois la classe V 200) mais ceux-ci manquaient de fiabilité à leur tour ce qui nécessitait l'utilisation des diesels Em 3/3 ou des locomotives de manœuvres Ee 3/3 IV quadricourant. Aucune de ces locomotives n'était équipée de chauffage, ce qui posait un problème en hiver.  En 1977, une des voitures légères (B 50 85 29-30 503) était équipée de pantographe pour régler ce problème.
En 1995, le service La Plaine - Genève a été amélioré sous la marque Rhône Express Régional. Après presque 40 ans de service, les BDe 4/4 II ont été reformées et remplacées par du matériel neuf, les CFF Bem 550.